# أجاي كومار
أجاي كومار (12 ديسمبر 1989 في الهند - ) هو لاعب كريكت هندي.

## وصلات خارجية
- أجاي كومار على موقع إي آس بي آن كريك إنفو (الإنجليزية)